# Sparatutto
Uno sparatutto (in inglese shooter) è un tipo di videogioco in cui l'azione predominante è sparare ai nemici con diversi tipi di armi a distanza, ma non necessariamente armi da fuoco.

## Sparatutto classici

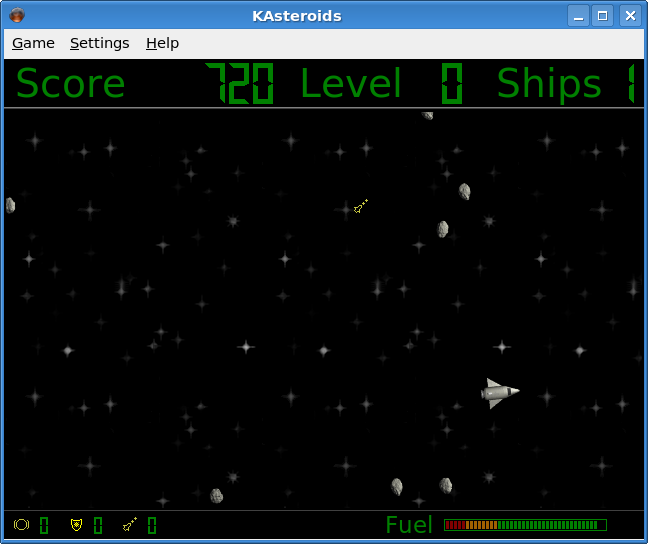
Una versione di KAsteroids, clone del celebre sparatutto a schermata fissa Asteroids

Al giorno d'oggi con il termine shoot 'em up si indica un grande insieme di videogiochi divenuti famosi tra i primi anni '80 e la fine degli anni '90. Primi rappresentanti degli sparatutto, di cui shoot 'em up era allora un sinonimo, si distinguono dalle produzioni successive per la relativa semplicità; si controlla un piccolo veicolo o personaggio in ambiente bidimensionale, la cui missione è distruggere tutto ciò che si presenta a schermo.

## Sparatutto su rotaia
Lo sparatutto su rotaia, traduzione del termine inglese rail shooter, è caratterizzato da una meccanica di gioco particolare in cui il movimento in-game, come il nome suggerisce, avviene automaticamente lungo dei percorsi prefissati proprio come se ci si trovasse su dei binari. Questi percorsi sono colmi di nemici e al giocatore è richiesto di eliminarli mirando tramite un puntatore a schermo o, più comunemente, con apposite armi ottiche. I classici esponenti di questo genere sono appunto gli sparatutto con pistola ottica come Time Crisis o The House of the Dead, nati in principio come esclusiva per le sale giochi (visto l'alto costo dei cabinati dotati di periferica ottica a forma di arma) e poi arrivati, pur se con pochi esponenti, su molte delle console casalinghe commercializzate durante gli anni '90.

## Sparatutto in prima persona

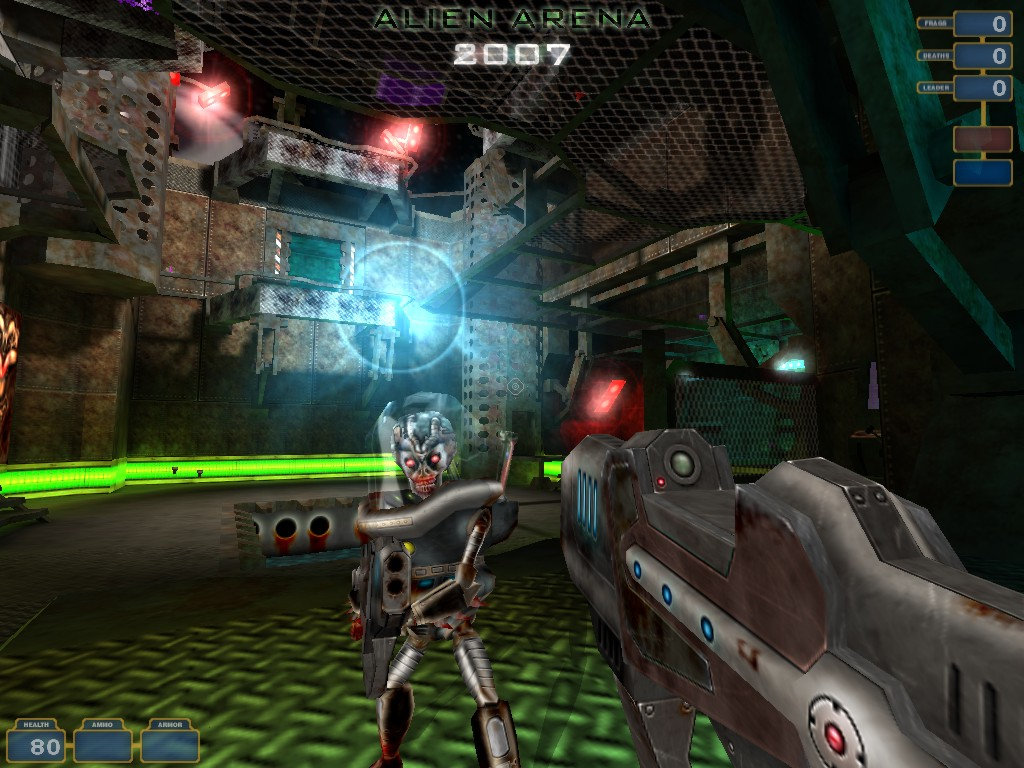
Scena di CodeRED: Alien Arena, sulla destra l'arma "impugnata" dal giocatore e al centro un avversario

Gli sparatutto in prima persona, conosciuti comunemente anche come FPS (sigla dell'inglese First Person Shooter) sono giochi tridimensionali in cui le varie ambientazioni sono viste attraverso gli occhi del protagonista. L'esponente più conosciuto del genere, pur non essendone il capostipite, è Doom, che divenne un successo planetario e contribuì, sia grazie ai suoi indubbi meriti, sia all'interminabile mole di cloni commercializzati (i cosiddetti "Doom clone" come venivano chiamati ai tempi), all'ascesa degli sparatutto in prima persona come fenomeno di massa.

## Sparatutto in terza persona
Meno diffusi degli FPS, gli sparatutto in terza persona (più raramente chiamati TPS, sigla dell'inglese Third Person Shooter), sono giochi in cui la visuale è rappresentata da una telecamera invisibile posta poco dietro le spalle del protagonista e che, a seconda del gioco, può essere fissa oppure più o meno controllabile dal giocatore; esempio di TPS è il famoso Gears of War. Come per le categorie precedentemente elencate, anche in questo tipo di giochi l'elemento preponderante è costituito dagli scontri a fuoco. La precisazione è necessaria al fine di non confondere tali produzioni con altre dall'aspetto simile ma appartenenti in realtà a categorie diverse, come ad esempio Resident Evil 4, in cui agli scontri si mescola sia l'esplorazione che la risoluzione degli enigmi, facendo ricadere il gioco nel ramo degli action/adventure. Altri esempi di sparatutto in terza persona sono Fortnite e World of Tanks.